# 万条一致
万条一致（まんじょう いっち、7月6日 - ）は、日本の男性声優。福島県出身。身長 171cm。

## 人物・略歴
- C&Oプロダクションに所属している。

## 出演

### テレビアニメ
- おまかせ!みらくるキャット団（2015年、マイケル[2]）

### 吹き替え
- ミュータント タートルズ（2007年 - 2008年、フュージトイド）- 2シーズン

### テレビドラマ（実写）
- 天才てれびくんMAX
- エリートヤンキー三郎
- おじいさん先生
- 指紋捜査官・塚原宇平の神業3

### 舞台
- 劇団青杜みにしあた
  - サイロ砦
- 劇団青杜本公演
  - テレスロープ
- 劇!火星開発事業団
  - 風を継ぐ者
  - 煙が目にしみる
  - 誰かが誰かを愛してる
- 童Ri夢-2006-（演出 千葉繁）
- あ～ぶくたったにぃたった（演出 千葉繁）
- 阿呆浪士（演出 瀬川昌治）

### ドラマCD
- 方言恋愛第5巻（2011年、福島県方言指導）

### ゲーム
- PSP「AKIBA'S TRIP」（2011年、モーションキャプチャ）